# اقدام جاسوسی ۱۹۱۷
قانون جاسوسی ۱۹۱۷ یک قانون فدرال ایالات متحده است که در ۱۵ ژوئن ۱۹۱۷، اندکی پس از ورود ایالات متحده به جنگ جهانی اول تصویب شد. قانون فوق در طول سال‌ها بارها اصلاح شده‌است. قانون جاسوسی در اصل در عنوان ۵۰ قانون ایالات متحده (جنگ و دفاع ملی) نگاشته گردید اما اکنون در عنوان ۱۸ (جنایت و آیین دادرسی کیفری) به چشم می‌خورد.
هدف از آن ممنوعیت مداخله در استخدام یا عملیات نظامی، جلوگیری از نافرمانی در ارتش و پیشگیری از حمایت از دشمنان ایالات متحده در زمان جنگ بود.
از جمله افرادی که تحت این قانون به جرایمی متهم شده‌اند، می‌توان به عضو کنگره و سردبیر روزنامه سوسیالیست اتریشی-آمریکایی، ویکتور ال برگر، رهبر کارگری و پنج بار کاندیدای حزب سوسیالیست آمریکا، یوجین وی. دبز، آنارشیست اما گلدمن و الکساندر برکمن، جوزف فرانکلین رادرفورد، رئیس انجمن و تراکت برج دیده‌بانی پنسیلوانیا، جولیوس و اتل روزنبرگ، دانیل الزبرگ افشاگر اسناد پنتاگون، چلسی منینگ افشاگر کیبل‌گیت، جولیان آسانژ بنیانگذار ویکی‌لیکس، کارمند آژانس اطلاعات دفاعی، هنری‌بلور، کارمند آژانس امنیت ملی، ادوارد اسنودن و رئیس‌جمهور سابق دونالد ترامپ اشاره کرد. محکومیت رادرفورد در دادگاه تجدید نظر لغو شد.